# Stantec Tower
Stantec Tower es un rascacielos de uso mixto de 66 pisos y 250,8 m en el Ice District en la ciudad de Edmonton, Alberta (Canadá). El 23 de mayo de 2018, alcanzó una altura de construcción de 197 m y superó el JW Marriott Edmonton Ice District & Residences, convirtiéndose en el edificio más alto de Edmonton. El área de oficinas de la torre se inauguró el 26 de septiembre de 2018, y la parte residencial se inauguró en 2019.
Con 250,9 m de altura, la Torre Stantec es el edificio más alto de Canadá fuera de Toronto. La torre de 66 pisos consta de locales comerciales, oficinas y 454 unidades residenciales. Alberga la sede de Stantec y se encuentra cerca de Rogers Place, sede de los Edmonton Oilers de la NHL, y cerca del centro del Ice District directamente al noroeste del centro de Edmonton.

## Construcción
El trabajo de ingeniería y diseño fue completado por Stantec y se dio a conocer al público el 26 de agosto de 2014. El diseño inicial consistió en 62 pisos a una altura de 224 metros. Sin embargo, el diseño finalizado de la torre consistiría en 66 pisos a una altura de 251 metros.
La construcción comenzó en el otoño de 2014 se completaron las obras de cimentación y se trasladó por encima del nivel en agosto de 2016. El proyecto alcanzó un hito cuando superó el piso 30, marcando la parte superior de los pisos comerciales y de oficinas, en noviembre de 2017.
Stantec Tower había alcanzado su piso 30 solo 14 días después de que su vecino de al lado, JW Marriott Edmonton Ice District & Residences, se convirtiera en el edificio más alto de Edmonton. Ambos proyectos de construcción continuaron agregando pisos, y el JW Marriott Edmonton Ice District & Residences alcanzó su altura máxima (192,15 m) en marzo de 2018. Stantec Tower agregó acero estructural para su piso 54 el 23 de mayo de 2018, lo que elevó su altura a 197 m y se convirtió en el edificio más alto de Edmonton, y el trabajo continuó hacia arriba en los pisos residenciales a una velocidad de 3 metros por semana.
La torre se inauguró el 26 de septiembre de 2018, y los empleados de Stantec se mudaron para ocupar 29 pisos en octubre de 2018. El 16 de noviembre de 2018, la torre se coronó por completo, convirtiéndose en el edificio más alto de Canadá fuera de Toronto. El desmantelamiento de la grúa se llevó a cabo en marzo de 2019, cuando el trabajo en las residencias SKY se acercaba a su finalización, y se esperaba que los residentes se mudaran a partir del otoño. En noviembre de ese año, se anunció que, debido a las malas ventas, los 12 pisos inferiores de las residencias SKY planificadas se convertirían en espacio hotelero. Los propietarios existentes en las unidades afectadas se actualizarían a pisos más altos sin costo adicional.